# Anton Jakowatz
Anton Jakowatz (1872-1964) fue un botánico y profesor alemán. Fue director de Agricultura de la Academia de Tetschen-Liebwerd y curador en el Museo botánico de la Universidad de Viena.

## Algunas publicaciones
- 1935. Zeitfragen aus dem Gebiete des Pflanzenschutzes. Deutsche Sektion des Landeskulturrates für Böhmen 23. Ed. Landeskulturrat f. Böhmen. Dt. Sektion, 34 pp.

- 1899. Die Arten der Gattung Gentian (Las especies de genciana)

- La abreviatura «Jakow.» se emplea para indicar a Anton Jakowatz como autoridad en la descripción y clasificación científica de los vegetales.[1]